# Chapmannia floridana
Chapmannia floridana är en ärtväxtart som beskrevs av John Torrey och Asa Gray. Chapmannia floridana ingår i släktet Chapmannia och familjen ärtväxter. Inga underarter finns listade i Catalogue of Life.